# Oceanien
Oceanien är en världsdel som består av Australien, Nya Zeeland, Nya Guinea samt öar och ögrupper i Stilla havet med undantag för öar längs Asiens och Amerikas kuster. Oceaniens öområden delas in i Melanesien, Mikronesien och Polynesien, vilka sammanfattas under namnet Söderhavsöarna.
Oceanien är den till ytan minsta världsdelen. Australiens relation till begreppet Oceanien har inte alltid varit helt klar. Tidigare var det vanligt att man med Oceanien endast syftade på öländerna i Stilla havet och således uteslöt kontinenten Australien, och att man som term för hela området använde "Australien och Oceanien" eller "Australien med Oceanien", men i dag betraktas Australien som en del av Oceanien.

## Historia
De första människorna kom till Oceanien för 40 000 år sedan. Dessa kom från Sydostasien.
En omfattande koloniseringsvåg inträffade mellan 1500 och 1300 f.Kr. Dessa bosättare kom troligen främst från Filippinerna och Taiwan.

## Geografi
Oceanien delas normalt upp i tre regioner: Mikronesien, Melanesien och Polynesien. Som med de flesta regioner skiljer sig dock tolkningarna åt.
Majoriteten av Oceanien består av önationer som utgörs av tusentals glesbefolkade korallatoller och vulkanöar.
Australien är den enda kontinentala staten men Indonesien gränsar till Papua Nya Guinea, Östtimor och Malaysia. Den högsta punkten i Oceanien är Puncak Jaya i Indonesien som når 4884 meter över havet. Västpapua på ön Nya Guinea hör politiskt till Indonesien (sedan 1969), men ligger på ön Nya Guinea som är en del av Oceanien. Ibland räknas Västpapua till Asien av dem som föredrar att dra världsdelarnas gränser enligt politiska förändringar. I så fall är Mount Wilhelm, på östra Nya Guinea i Papua Nya Guinea högst med 4509 meter. Den lägsta punkten är Eyresjön i Australien som når 16 meter under havsnivån.

## Politisk indelning

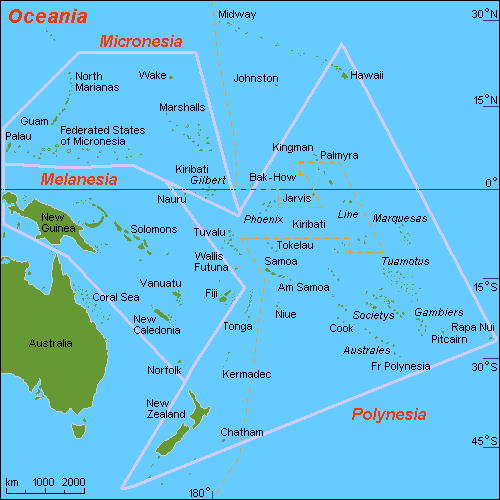
Oceaniens regioner.

Beskrivningarna av Oceaniens regioner skiljer sig åt baserat på källan som använts. Datan nedan visar subregionerna och länderna i Oceanien som de kategoriseras enligt FN:s schema för geografiska subregioner.
- Australasien
- Melanesien
- Mikronesien
- Polynesien

### Kontroverser och detaljtolkningar

Politisk karta över Oceanien

- Nya Zeeland är den västra hörnan i den polynesiska triangeln. Dess ursprungsbefolkning maorifolket är en av Polynesiens främsta kulturer. Dock anses landet också vara en del av Australasien.
- Hawaii är den norra hörnan i den polynesiska triangeln och inkluderas generellt i Oceanien men är politiskt en del av USA. Det hawaiiska språket är en polynesisk medlem i den oceaniska språkfamiljen, och hawaiiansk kultur är en av de huvudsakliga kulturerna i Polynesien.
- Förenta staternas mindre öar i Oceanien och Västindien räknas generellt som en del av Oceanien.
- Rapa Nui, eller Påskön, är den östra hörnan i den polynesiska triangeln. Den ligger i östra Stilla havet och är chilenskt territorium. Ön inkluderas generellt i Oceanien, och Sala y Gómez, som ingår i Påsköns kommun, är därmed den östligaste platsen i Polynesien och Oceanien.
- Gränsen i Indonesien mellan Oceanien och Asien varierar beroende på källa, Wallacelinjen används vanligen.
- Östtimor räknas ofta som en del av Oceanien tack vare dess position öster om Wallacelinjen och sina kulturella band med stillahavsfolken. Biogeografiskt sett ligger Östtimor inom Wallacea, en ekologisk transitionszon mellan Asien och Australasien. Denna transition används inte så ofta som kontinentalgräns dock.
- Australien inkluderas ibland inte i Oceanien. Termen Stillahavsöarna används ibland för att beskriva Oceanien utan Australien (och Nya Zeeland). Termen Australasien inkluderar dock Australien, och normalt sett även Nya Zeeland, Papua Nya Guinea och andra delar av Oceanien.